# Руоколампи
Ру́окола́мпи (Руоко-лампи; фин. Ruokolampi) — озеро на территории Кааламского сельского поселения Сортавальского района Республики Карелия.

## Общие сведения
Площадь озера — 0,5 км². Располагается на высоте 88,0 метров над уровнем моря.
Форма озера продолговатая: вытянуто с северо-запада на юго-восток. Берега каменисто-песчаные, местами заболоченные.
Озеро входит в проточную систему озёр: Пяяхимайненлампи (фин. Päähimainenlampi) → Венелампи (фин. Venelampi) → Риутталампи (фин. Riuttalampi) → Перттилампи (фин. Perttilampi) → Хияярви → Вахваярви → Руоколампи → Юлялампи → Алалампи (фин. Alalampi) → Янисъярви.
В озере расположен один небольшой остров без названия.
Населённые пункты возле озера отсутствуют. Ближайший — посёлок Контиолахти — расположен в 2 км к ВЮВ от озера.
Вдоль юго-восточного берега озера проходит линия железной дороги Маткаселькя — Суоярви.
Название озера переводится с финского языка как «тростниковое лесное озеро».
Код объекта в государственном водном реестре — 01040300211102000013520.